# Tiberius Sempronius Longus (Konsul 218 v. Chr.)
Tiberius Sempronius Longus (* um 260 v. Chr.) war, gemeinsam mit Publius Cornelius Scipio, römischer Konsul im Jahre 218 v. Chr., also zu Beginn des Zweiten Punischen Krieges. Er entstammte der Familie (gens) der Sempronier.
Die römische Strategie war zunächst, die Karthager sowohl in ihrer afrikanischen Heimat als auch in Spanien anzugreifen. Scipio wurde daher, gemeinsam mit seinem Bruder, beauftragt, mit seiner Flotte in Spanien zu landen, während Sempronius auf Sizilien die nötigen Vorbereitungen für einen Schlag gegen Africa traf. Hier sammelte er 160 Quinqueremen und stationierte sie im Kriegshafen von Lilybaeum an der sizilischen Westküste. Ihm gelang es, Malta von den Karthagern zu erobern und vor Lilybaeum ein erstes Seegefecht zu gewinnen.
Die Entwicklung im Norden warf allerdings die römischen Planungen schnell über den Haufen. Hannibal konnte sowohl die Rhone als auch die Alpen zügig überqueren, so dass Scipio sich gezwungen sah, in der Gallia Cisalpina (Poebene) eine Verteidigungsstellung aufzubauen. Die Karthager hatten zwar beim schwierigen Alpenübergang einige Verluste zu beklagen, gewannen aber in Norditalien mehrere Keltenstämme für sich. Scipio stellte sich dem Vormarsch entgegen und es kam im Spätherbst 218 v. Chr. zu einem ersten Reitergefecht am Ticinus, bei dem die Römer unterlagen und Scipio schwer verletzt wurde. Sempronius wurde daraufhin angewiesen, möglichst schnell zu Hilfe zu eilen, worauf hin er seine Truppen nach Ariminum verschiffte und von dort poaufwärts bis Placentia marschieren ließ. Scipio riet von einer Schlacht ab, doch Sempronius befürchtete, bei einer Verzögerung nicht mehr selbst die Lorbeeren eines möglichen Sieges ernten zu können, da es bereits Dezember war und das Ende der Amtszeit und die Wahl neuer Konsuln anstand. Er wagte die schlecht vorbereitete Schlacht an der Trebia, die mit einer klaren Niederlage gegen die zahlenmäßig unterlegenen Karthager endete. Zunächst versuchte Sempronius, diese Tatsache zu verschleiern, doch sickerte die Nachricht bald nach Rom durch, wo man angesichts des karthagischen Vormarsches zunehmend unruhig wurde. Sempronius kehrte daraufhin im Januar 217 v. Chr. nach Rom zurück und sorgte für die Durchführung der Konsulatswahlen, bei denen Gaius Flaminius sein Nachfolger als Konsul wurde.
215 v. Chr. führte Sempronius römische Truppen in einem Gefecht bei Grumentum gegen Hanno, in dem es seinem Heer gelang, 2000 gegnerische Soldaten zu töten und 280 gefangen zu nehmen; die Karthager wurden dadurch aus Lukanien verdrängt und mussten sich in das Gebiet der Bruttier zurückziehen, sodass die Städte Vercellium, Vescellium und Sicilinum wieder unter römische Herrschaft gerieten.
Sein gleichnamiger Sohn Tiberius Sempronius Longus war Konsul im Jahr 194 v. Chr.